# Ystia stagnina
Ystia  es un género monotípico de plantas herbáceas de la familia de las gramíneas o poáceas. Su única especie, Ystia stagnina Compère, es originaria de África tropical.
Algunos autores lo incluyen en el género Schizachyrium como (S. kwiluense).

## Etimología
El nombre del género fue otorgado en honor del reverendo Hyacinthe Julien Robert Vanderyst,  agrostólogo belga.